# R-11 (Rakete)
Die R-11 Semlja war eine ballistische Boden-Boden-Rakete aus der Sowjetunion. Der NATO-Codename lautet SS-1b Scud-A und im GRAU-Index wird sie als 8A61 bezeichnet. Die Exportbezeichnung lautete anfänglich R-11E und später R-170. Sie gehörte zur Klasse der Kurzstreckenraketen (SRBM).

## Entwicklung
Unmittelbar nach dem Zweiten Weltkrieg entstand in der Sowjetunion ein Nachbau der Aggregat 4-Rakete (V-2) aus dem Deutschen Reich. Der Nachbau dieser R-1 genannten Rakete erfolgte im Raketenkonstruktionsbüro OKB-1 unter der Leitung von Sergei Pawlowitsch Koroljow und mit Hilfe deutscher Wissenschaftler. Das Modell R-1 erfüllte die Anforderungen der Sowjetarmee nur unzureichend, so dass schließlich 1952 ein Regierungsbeschluss zur Entwicklung einer neuen ballistischen Rakete erfolgte. Diese neue Rakete sollte über dieselben Leistungen wie die R-1 verfügen, aber kompakter und einfacher sein und über eine deutlich verbesserte Nutzlasteffektivität verfügen. Noch im selben Jahr begann man im OKB-1 mit der Entwicklung einer neuen Rakete. Dabei griffen die beiden Konstrukteure Koroljow und Wiktor Petrowitsch Makejew auf den Entwurf der Wasserfall-Flugabwehrrakete zurück. Weiter kam ein Flüssigkeitsraketentriebwerk, welches von Aleksei Michailowitsch Isajew (OKB-2) entwickelt wurde, zur Anwendung. Dieses ebenfalls von der Wasserfall-Flugabwehrrakete stammende Triebwerk hatte Isajew für die Flugabwehrrakete S-25 Berkut entwickelt und wurde jetzt für die neue Rakete angepasst. Weiter kam das Steuersystem der R-1-Rakete hinzu. Der Erstflug dieser nun R-11 bezeichneten Rakete erfolgte am 18. April 1953. Während der Erprobungsphase wurden während drei Kampagnen 30 Testflüge durchgeführt. Die R-11 wurde am 1. April 1958 bei der Sowjetarmee eingeführt. Die anschließende Massenproduktion erfolgte in der Raketenproduktionsfabrik SKB-385. Von der NATO bekam diese Rakete später die Bezeichnung SS-1b Scud-A.

## Technik
Die R-11 war eine einstufige Rakete und kann im groben in fünf Sektionen aufgeteilt werden: Im Heck war das Raketentriebwerk vom Typ 8D511 (S2.253) untergebracht. Weiter waren in der Düse vier Strahlruder angebracht, welche mit den vier trapezförmigen Steuerflächen verbunden waren. Oberhalb des Raketentriebwerkes befand sich der Brennstofftank. Als Brennstoff wurde T-1 oder TS-1 verwendet. Dies waren Mischungen aus Kerosin und Kresol. In der nachfolgenden Sektion waren Flüssigkeitsgasgeneratoren zur Druckgasförderung für den Brennstofftank, sowie das Lenksystem untergebracht. Das Lenksystem funktionierte ähnlich wie das der A4 und bestand aus einem 8L261-Kreiselhorizont sowie einem 8L262-Kreiselvertikant. Oberhalb dieser Sektion befand sich der Tank für den Oxidator. Dieser wurde mit AK-20, einer Mischung aus 80 % Salpetersäure und 20 % Distickstofftetroxid befüllt. Oberhalb dieses Tanks waren die Flüssigkeitsgasgeneratoren für den Oxidatortank untergebracht. Danach folgte die ogive Raketenspitze, in welcher der Sprengkopf untergebracht war. Außen am Raketenrumpf verliefen zwei Schächte für die Kabel und die Druckgasleitungen für den Oxidator. Konstruiert war der Raketenrumpf als Spantenkonstruktion mit 3–3,5 mm dicker Stahlbeplankung. Da zum Zeitpunkt der Entwicklung der R-11 noch kein geeigneter Nuklearsprengkopf zur Verfügung stand, war die Ursprungsversion R-11 ausschließlich mit einem konventionellen Splittergefechtskopf bestückt. Dieser wog 690 kg und hatte einen Sprengstoffanteil von 540 kg Trinitrotoluol. Transportiert wurde die R-11 auf dem 8U227-Kettenfahrzeug. Dieses basierte auf der AT-T-Artilleriezugmaschine. Damit war die R-11 mobil und verlegbar. Für den Raketenstart wurde die Rakete mit einem Kran über das Fahrzeugheck in einem vertikalen Winkel von 90° angestellt. Danach wurde sie auf den 8U22-Starttisch abgesenkt und das Kettenfahrzeug wurde weggefahren. Auf dem Starttisch wurde die Rakete mit dem Treibstoff und dem Oxidator betankt. Dann wurde die Rakete auf das nötige Azimut gedreht und das Lenksystem wurde hochgefahren. Die Zeit für die Startvorbereitung betrug 3–3,5 Stunden. Der Raketenstart erfolgte mittels einer kabelgebundenen Bedienkonsole aus sicherer Entfernung. Das Triebwerk wurde durch das Einspritzen von hypergolem „TG-02 (Tonka-250)“ in die Treibstoffleitungen gestartet. TG-02 war eine Mischung aus Xylidine und Triethylamin. Das Lenksystem und das Triebwerk arbeiteten für 90–92 Sekunden. In dieser Zeit wurden durchschnittlich 7,9 kg Treibstoff sowie rund 30 kg Oxidator pro Sekunde verbrannt. Nachdem der Treibstoff aufgebraucht war, erfolgte der Weiterflug steuer- und antriebslos auf der Flugbahn einer Wurfparabel. Dabei betrug das Apogäum bis zu 78 km. Die maximale Schussdistanz von 270 km wurde in rund 5,4 Minuten zurückgelegt. Die maximale Geschwindigkeit betrug dabei 1430–1500 m/s. Das Ziel traf die R-11 mit einer mittleren Treffergenauigkeit (CEP) von 1–3 km, wobei die maximale Abweichung bei 4 km lag. Die Sprengkopfzündung erfolgte durch einen Aufschlagzünder. Die minimale Schussdistanz betrug 60 km.

## Varianten

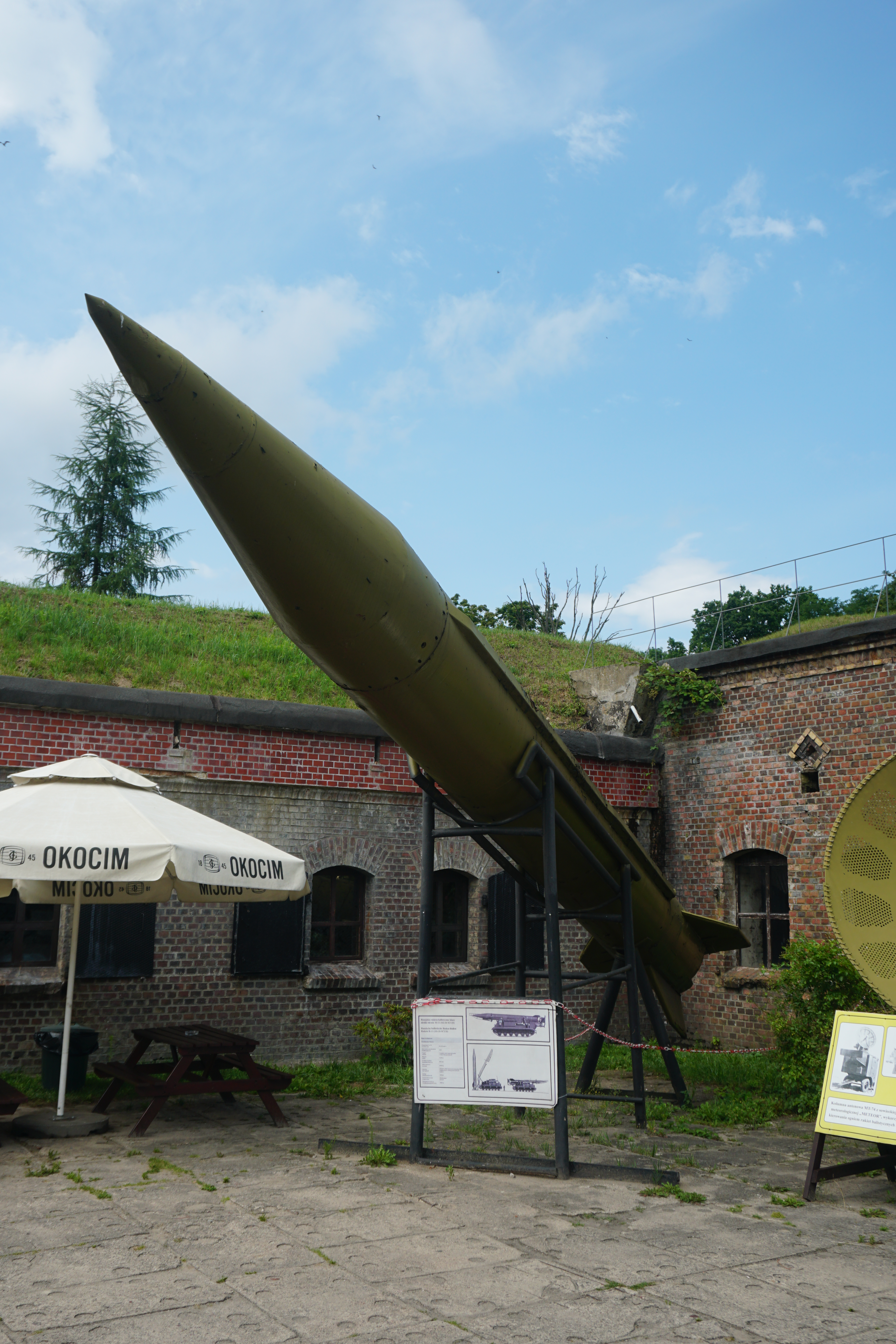
R-11 in der Westbatterie Swinemünde

### R-11
Diese Ursprungsversion hatte eine Reichweite von 270 km und war mit einem konventionellen Splittergefechtskopf ausgerüstet. Die R-11 wurde 1958 bei der Sowjetarmee eingeführt. Der NATO-Codename lautete SS-1b Scud-A und im GRAU-Index wurde sie als 8A61 bezeichnet.

### R-11M
Im Jahr 1954 erfolgte ein Regierungsbeschluss zur Ausrüstung der R-11 mit einem Nukleargefechtskopf. Zwischen 1955 und 1958 wurden mit der modifizierten R-11-Rakete 27 Testflüge durchgeführt. Die neue Rakete wurde unter der Bezeichnung R-11M ab 1958 bei der Sowjetarmee eingeführt. Die R-11M war primär mit dem 3N10-Nukleargefechtskopf ausgerüstet. Dieser Sprengkopf wurde im KB-11 (VNIIEF) in Sarow entwickelt und hatte eine Sprengkraft von 10 kT. Der Sprengkopf wog 970 kg und reduzierte dadurch die Schussdistanz der R-11M auf 150 km. War die R-11M mit dem leichteren konventionellen Splittergefechtskopf bestückt, hatte sie eine Reichweite von rund 270 km. Transportiert wurde die R-11 auf dem 8U218-Kettenfahrzeug (anfänglich auch 2U218). Dieses basierte auf der ISU-152K. Der NATO-Codename der R-11M lautete SS-1b Scud-A und im GRAU-Index wurde sie als 8K11 bezeichnet. Das Gesamtsystem wurde später 9K11 genannt. Ab 1961 erfolgten unter der Bezeichnung R-170 Exporte in befreundete Staaten.

### R-11FM
Im Jahr 1954 erfolgte ein Regierungsbeschluss zur Entwicklung einer u-bootbasierten R-11-Rakete. Noch im selben Jahr begann im OKB-1 (Koroljow) die Entwicklung der anfänglich als R-11F bezeichneten Rakete. Im Jahr 1955 wurde das Projekt zum SKB-385 (Makejew) transferiert, wo daraufhin die Entwicklung weitergeführt wurde. Der erste Teststart einer R-11FM erfolgte im Februar 1955 auf dem Testgelände Kapustin Jar. Der erste Teststart von einem U-Boot erfolgte am 16. September 1955. Im Februar 1959 wurde die R-11FM bei der Sowjetischen Marine eingeführt. Die R-11FM waren als Teil des D-1-Raketenkomplexes auf den U-Booten vom Projekt 611 (NATO-Codename Zulu-Klasse) und Projekt 629 (NATO-Codename Golf-Klasse) installiert. Wie die Ausführung R-11M war auch die R-11FM primär mit dem 3N10-Nukleargefechtskopf bestückt. Mit diesem Sprengkopf lag die maximale Reichweite der R-11FM bei 165–170 km. Das Ziel traf die R-11FM mit einer mittleren Treffergenauigkeit (CEP) von 3–5 km, wobei die maximale Abweichung bei 7 km lag. Der NATO-Codename der R-11FM lautete  SS-N-1 Scud-A und im GRAU-Index wurde sie als 8A61FM bezeichnet.

### R-11A
Die R-11A war eine Höhenforschungsrakete auf der Basis der R-11. Der erste Start erfolgte 1958. Mit der R-11A konnte eine Nutzlast von 250–400 kg auf einem suborbitalen Flug in eine Höhe von über 100 km transportiert werden. Die verbesserte Ausführung R-11A-MW stand ab 1962 bereit. Mit dieser Ausführung wurden Flughöhen von 200 km erreicht.

### R-11MU
Die R-11MU war eine verbesserte Ausführung der R-11M mit einer erhöhten Reichweite. Im GRAU-Index wurde sie als 8K12 bezeichnet. Sie wurde ab 1957 entwickelt und später in R-17 umbenannt.

## Verbreitung
Die R-11-Raketen wurden ab Ende der 1960er-Jahre ausgesondert und durch die R-17 ersetzt. Folgende Staaten hatten die R-11 in ihrem Bestand:
- Bulgarien
- Deutsche Demokratische Republik
- Nordkorea
- Polen
- Rumänien
- Sowjetunion
- Tschechoslowakei
- Ungarn
- Volksrepublik China